# Karangsalam (Baturraden)
Karangsalam is een plaats en bestuurslaag (kelurahan) in het onderdistrict (kecamatan) Baturraden in het regentschap Banyumas van de provincie Midden-Java, Indonesië. Karangsalam telt 2.146 inwoners (volkstelling 2010).

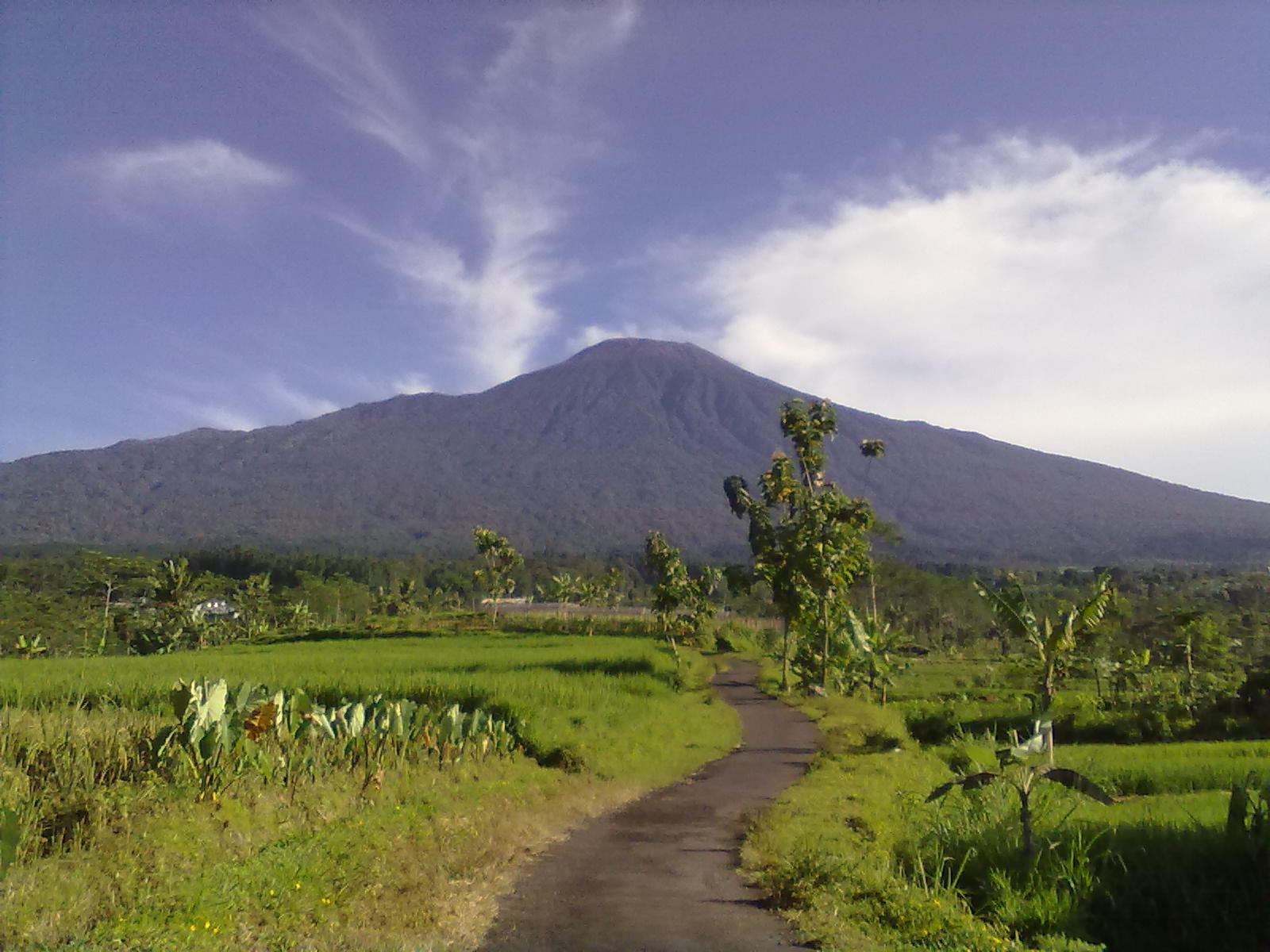
De berg Slamet gezien vanuit de plaats Karangsalam, Baturraden